# Айрасбург (Вермонт)
Айрасбург (англ. Irasburg) — місто (англ. town) в США, в окрузі Орлінс штату Вермонт. Населення — 1233 особи (2020).

### Клімат
| Клімат : Айрасбург      | Клімат : Айрасбург | Клімат : Айрасбург | Клімат : Айрасбург | Клімат : Айрасбург | Клімат : Айрасбург | Клімат : Айрасбург | Клімат : Айрасбург | Клімат : Айрасбург | Клімат : Айрасбург | Клімат : Айрасбург | Клімат : Айрасбург | Клімат : Айрасбург | Клімат : Айрасбург |
| Показник                | Січ.               | Лют.               | Бер.               | Квіт.              | Трав.              | Черв.              | Лип.               | Серп.              | Вер.               | Жовт.              | Лист.              | Груд.              | Рік                |
| Абсолютний максимум, °C | 17,8               | 16,7               | 28,3               | 30,6               | 33,3               | 35,0               | 36,7               | 35,0               | 35,6               | 28,9               | 23,3               | 18,9               | 36,7               |
| Середній максимум, °C   | −3,2               | −0,6               | 5,0                | 12,3               | 20,6               | 24,9               | 27,2               | 26,0               | 20,8               | 13,9               | 6,2                | −0,6               | 12,8               |
| Середній мінімум, °C    | −14,7              | −13,4              | −7,4               | −0,4               | 6,2                | 11,3               | 13,8               | 12,7               | 8,2                | 2,8                | −2,6               | −10,6              | 0,6                |
| Абсолютний мінімум, °C  | −38,9              | −38,9              | −35,6              | −18,9              | −6,7               | −2,2               | 2,2                | 0,0                | −6,7               | −17,8              | −21,7              | −40                | −40                |
| Норма опадів, мм        | 75                 | 55                 | 75                 | 74                 | 93                 | 100                | 106                | 106                | 96                 | 88                 | 88                 | 79                 | 1035               |
| ----------------------- | ------------------ | ------------------ | ------------------ | ------------------ | ------------------ | ------------------ | ------------------ | ------------------ | ------------------ | ------------------ | ------------------ | ------------------ | ------------------ |
| Джерело: NOAA           |                    |                    |                    |                    |                    |                    |                    |                    |                    |                    |                    |                    |                    |

## Демографія
Згідно з переписом 2010 року, у місті мешкали 1163 особи в 462 домогосподарствах у складі 335 родин. Було 541 помешкання
Расовий склад населення:
| - 96,5 % — білих - 0,5 % — чорних або афроамериканців - 0,3 % — азіатів - 0,2 % — корінних американців - 0,1 % — вихідців з тихоокеанських островів |

До двох чи більше рас належало 1,9 %. Частка іспаномовних становила 0,9 % від усіх жителів.
За віковим діапазоном населення розподілялося таким чином: 24,3 % — особи молодші 18 років, 60,0 % — особи у віці 18—64 років, 15,7 % — особи у віці 65 років та старші. Медіана віку мешканця становила 41,7 року. На 100 осіб жіночої статі у місті припадало 110,7 чоловіків;  на 100 жінок у віці від 18 років та старших — 107,1 чоловіків також старших 18 років.
Середній дохід на одне домашнє господарство  становив 48 650 доларів США (медіана — 35 446), а середній дохід на одну сім'ю — 56 377 доларів (медіана — 46 667). Медіана доходів становила 34 545 доларів для чоловіків та 31 685 доларів для жінок. За межею бідності перебувало 9,2 % осіб, у тому числі 8,0 % дітей у віці до 18 років та 9,9 % осіб у віці 65 років та старших.
Цивільне працевлаштоване населення становило 541 особа. Основні галузі зайнятості: освіта, охорона здоров'я та соціальна допомога — 19,8 %, сільське господарство, лісництво, риболовля — 11,1 %, фінанси, страхування та нерухомість — 10,5 %.